# 瘴气
瘴气，亦称瘴毒、瘴疠，中文中瘴氣為中医名词，疾病地理學之概念，是指中国南方山林間湿热环境下因某种原因（如动植物腐败等）而产生的一种能致病的有毒气体。由瘴气引起的疾病被称为瘴气病或瘴病。瘴病是多种疾病（流行病或部分热带病）的总称，多数情况下指疟疾，故又称其为瘴疟。古代中国，瘴气多流行于南方地区，其分布地区随着人为开发和自然环境变化而不断发生变化。不同地区的瘴气所对应的疾病有可能不同，如青藏高原上的瘴气病实际可能为高原反应。

## 歷史
瘴气作为古代的疾病地理概念，主要与南方气候、植被和地貌有关。瘴氣之說，在中國始於西元一世紀，但大量历史文献所记载的瘴气现象， 多数是对雾或尘霾等天气现象的误解。历史上关于瘴的疾病问题也相當模糊，医学界往往以为过去所說的「瘴」，就是今日的「疟疾」。而实际上广义的瘴病包括南方所有地方病和传染病，狹義的瘴病則指感冒、瘧疾和中暑等症。
《魏書》記載和平元年（即西元460年），魏西征軍攻吐谷渾，「九月，諸軍濟河追之，遇瘴氣， 多有疫疾，乃引軍還。獲畜二十余萬」。北魏軍隊在青海高原遭遇的事件，是中國西北地區最早的瘴氣記錄。
自隋唐至南北宋，對瘴氣的認識大多與熱帶或亞熱帶地理有關，瘴氣所致的疾病也逐漸成爲南方特有的地方疾病之代名詞。
明清時期，南方地方誌已普遍記載瘴氣之說，但南方在清朝雍正至嘉慶年間，經歷大規模的墾荒運動後，瘴氣之說漸漸消匿。消退的原因有二：其一是瘴區神祕感的消失，在古代，瘴區多是交通和資訊相對閉塞的區域，但隨著近代南方邊陲區域的開發，大規模人口湧入邊陲地帶，歷史上最可怕的瘴區失去神秘感。其二，隨著醫學的進步，過去被稱為「瘴」的疾病，得到更確切的醫學歸類。例如瘧疾在西南，在古代是稱作「瘴」的主要疾病之一，現今則不再稱爲「瘴瘧」。
在香港殭屍電影有認為「瘴氣」成因之一，係來自野外在烈日曝曬後突然下雨而產生不好的氣體。野外常有不知名、有毒之植物或動物腐敗之屍體，經過高溫及水氣作用而產生具有毒性的氣體，在電影中以在燒紅的鐵鍋上突然加入一點水會升起水氣作為比喻，故云「驟雨來，打紅鍋，瘴氣起，無法躲」，或許可視為民間之觀點。

## 西方觀點

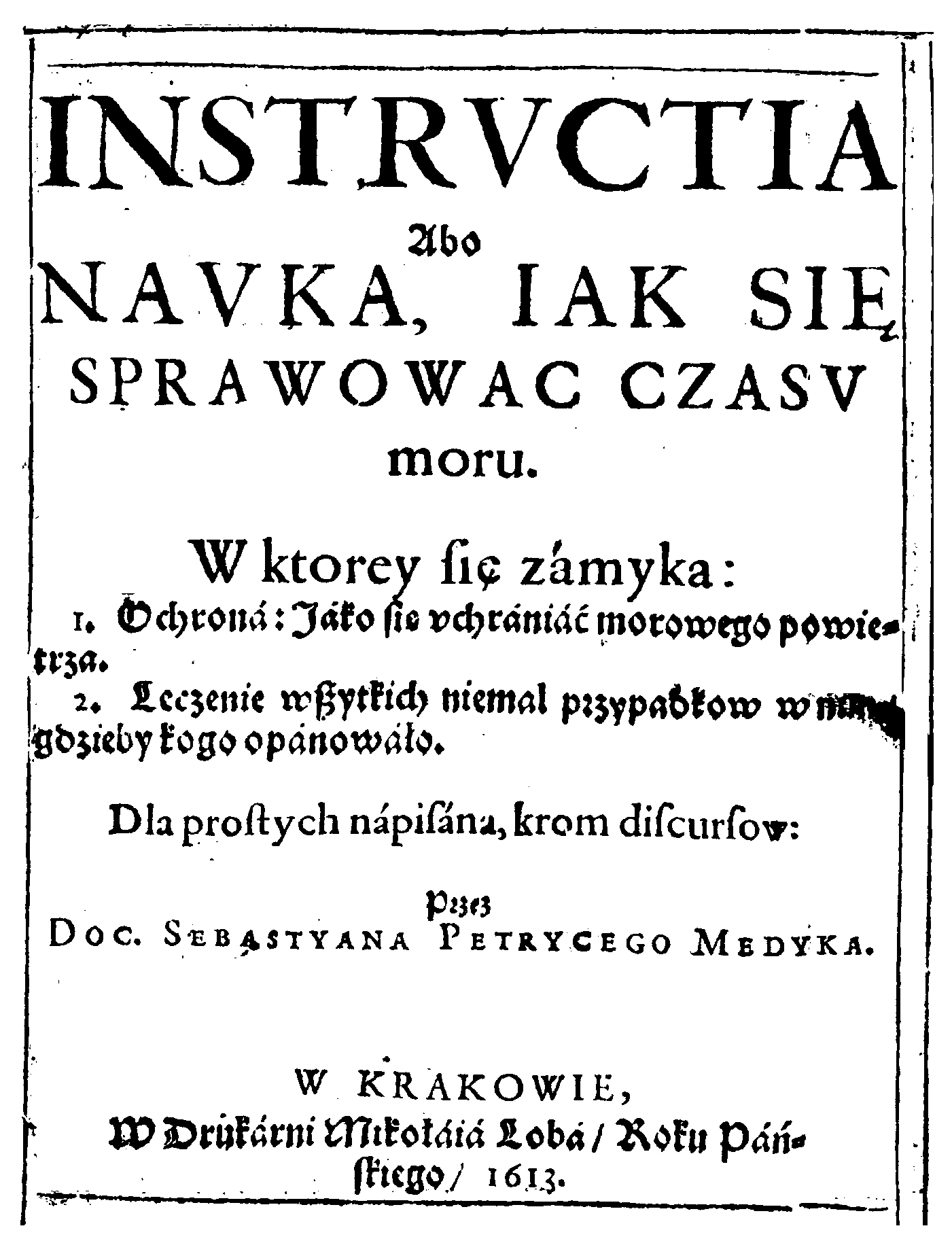

西方将瘴氣称为miasma。這個詞來自古希臘語，意思是「污染」、「不純」、「不潔」。Miasma被認為是一種有毒蒸氣或薄霧，充滿了引起疾病的分解物質。這種想法認為疾病是環境因素的產物，如受污染的水、惡臭和不良的衛生條件。這種感染不是在個體之間傳遞，而是會影響產生這種蒸氣的區域內的個體。而它的臭味可以辨認出來。中世紀義大利人認為瘴氣會致病。
該理論最終在1880年後由科學家和醫生放棄，取而代之的是疾病的細菌理論。

## 文學
- 唐沈佺期〈遙同杜員外審言過嶺詩〉“洛浦風光何所似？崇山瘴癘不堪聞。”
- 唐杜甫〈夢李白詩〉“江南瘴癘地，逐客無消息。”

## 延伸閲讀
- Beasley, Brett. . The Public Domain Review. 2015-09-30, 5 (18)  [2021-08-07]. （原始内容存档于2018-10-21）.
- Sterner, Carl S.  (PDF). Bulletin of the History of Medicine. 2007, 22 (1948): 747  [2021-08-07]. （原始内容存档 (PDF)于2021-09-17）.
- Thorsheim, Peter. . Ohio University Press. 2006. ISBN 978-0-8214-1681-5.

## 参閲
- 瘧疾
- 戾氣
- 炭疽病
- 產褥熱
- 霍亂
- 披衣菌感染

## 外部連結
- Prevailing theories before the germ theory （页面存档备份，存于）
- Cholera theories （页面存档备份，存于）
- Term definition （页面存档备份，存于）